# كلهاري أحمر

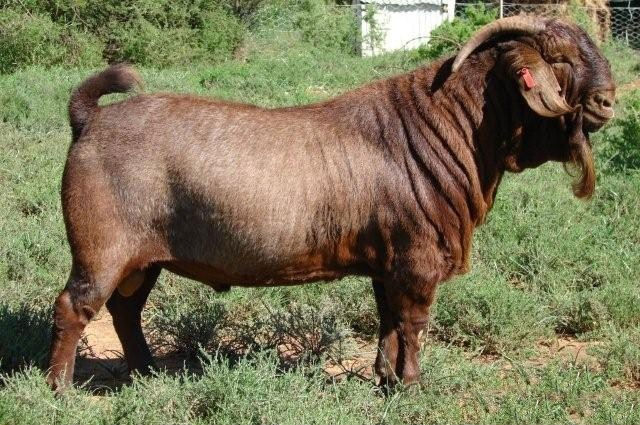
تيس كلهاري أحمر

الكَلَهَاري الأحمر هو سلالة من الماعز أصلها جنوب إفريقيا. اسمه مشتق من شعرها الأحمر وصحراء كلهاري. وهي تستخدم عادة في إنتاج اللحوم. لقد تكيف ماعز الكلهاري الأحمر لمقاومة بيئته القاسية، حيث إن لثوبه الأحمر (شعره) دورٌ في حمايته من أشعة الشمس ومصممٌ طبيعيًا لمقاومة الأمراض.